# Marie Modiano
Pour les articles homonymes, voir Modiano.
Marie Modiano, née le 1er septembre 1978 à Paris, est une chanteuse et écrivain française.

## Biographie
Marie Modiano est la deuxième fille de Patrick Modiano et Dominique Zehrfuss et la sœur de la réalisatrice Zina Modiano. Elle grandit à Paris où son enfance et son adolescence sont bercées par les livres, les films et la musique. Elle part faire des études d'art dramatique à la Royal Academy de Londres. Après des débuts de comédienne — dont notamment un second rôle dans le film La Vie privée (2007) réalisé par sa sœur et celui d'Ismène dans Phèdre mise en scène par Luc Bondy (elle enchaîne par la suite une tournée en Europe, aux États-Unis et au Japon) —, elle se tourne progressivement vers la musique. Elle commence par mettre en musique ses poèmes. Elle est aujourd'hui auteur-compositeur-interprète. Elle chante essentiellement en anglais mais apprécie de plus en plus le fait de chanter en français.   
En 2005, elle rencontre Peter von Poehl, musicien suédois, lors d'un enregistrement à Berlin. Il devient son mari, et le père de son fils en 2011. 
Son premier album I'm Not a Rose, réalisé et arrangé par le compositeur Grégoire Hetzel sort en 2006 chez Naïve. 
Outland, son second album sort en 2008. 
Elle publie en février 2012 aux éditions Gallimard un recueil de poésie intitulé Espérance mathématique. 
À l'automne 2013, Marie Modiano sort deux albums, Ram on a Flag et Espérance Mathématique — le second étant une mise en musique par Peter von Poehl de ses poésies — ainsi qu'un premier roman, Upsilon Scorpii. Cette même année, ils montent ensemble leur propre label indépendant,. Elle donne de nombreux concerts en France, notamment en première partie de Miossec et Dominique A, ainsi qu'en Allemagne, en Suède et en Espagne.
En 2015, elle interprète avec Peter von Poehl, la chanson Side by Side, que l'on retrouve sur la bande-originale du film Ladygey d'Alain Choquart et écrit des chansons et des poèmes pour le spectacle Sur les chemins de Patti Smith qu'elle interprète sur scène avec Peter von Poehl et le plasticien et musicien américain Jason Glasser notamment au festival Le marathon des mots à Toulouse et à la Philharmonie de Paris. La même année, elle se produit sur la scène des Aventuriers, un festival électro pop rock se déroulant à Fontenay-sous-Bois.
En 2016, la chanson Mirragio - co-écrite et interprétée avec Peter von Poehl - est sur la bande originale du film de Stefano Mordini, Pericle il nero, présenté au Festival de Cannes dans la sélection Un Certain Regard. 
En 2018, elle sort l'album Pauvre Chansonet un recueil de poésies qui porte le même titre. 
En décembre 2019, elle crée avec Peter von Poehl le spectacle musical Songs From The Other Side au Centre Pompidou, à Paris. Le disque tiré de ce spectacle, qui contient des chansons originales du duo ainsi que des reprises de Beck, Charlie Chaplin, Westside Story et Stevie Wonder, sort le 29 janvier 2021.

## Discographie
- 2006 : I'm Not a Rose
- 2008 : Outland
- 2013 : Ram on a Flag
- 2013 : Espérance mathématique
- 2018 : Pauvre Chanson
- 2021 : Songs From The Other Side avec Peter von Poehl
- 2024 : Capri, Ballad of The Spirits avec Peter von Poehl

## Ouvrages
- 2012 : 28 paradis, 28 enfers en collaboration avec Patrick Modiano et Dominique Zerfhuss (recueil de textes et de dessins)
- 2012 : Espérance mathématique (recueil de poésie), éditions Gallimard, coll. « L'arbalète »  (ISBN 978-2-07-013684-1)
- 2013 : Upsilon Scorpii (roman), éditions Gallimard, coll. « L'arbalète » (ISBN 978-2-07-014286-6)
- 2014 : Ici et là, ou bien ailleurs, (ouvrage collectif), Gallimard.
- 2017 : Lointain, éditions Gallimard, coll. « La Blanche »  (ISBN 978-2-07-019698-2)
- 2018 : Pauvre chanson et autres poèmes, éditions Gallimard, coll. « L'arbalète »
- 2022 : Mur de nuages, Paris: L’Arbalète/Gallimard, (176 p.)